# انواع ایزوگام از نظر کیفیت

## انواع ایزوگام از نظر کیفیت
ایزوگام یکی از رایج‌ترین روش‌های عایق‌کاری رطوبتی در صنعت ساختمان‌سازی است که در ایران به شکل گسترده‌ای مورد استفاده قرار می‌گیرد. کیفیت ایزوگام تأثیر مستقیمی بر عملکرد و طول عمر آن دارد و انتخاب نوع مناسب آن می‌تواند از هزینه‌های تعمیر و بازسازی در آینده جلوگیری کند. از این رو شناخت انواع ایزوگام از نظر کیفیت، برای مصرف‌کنندگان و مجریان پروژه‌های ساختمانی اهمیت فراوانی دارد.

### معیارهای کلی کیفیت ایزوگام
کیفیت ایزوگام تحت تأثیر چند عامل کلیدی قرار دارد که مهم‌ترین آن‌ها عبارتند از:
- نوع قیر استفاده‌شده (قیر پلیمری یا دمیده)
- تعداد لایه‌ها (تک‌لایه یا دولایه)
- کیفیت پلی‌استر و تیشو به‌کاررفته در ساختار آن
- وجود استاندارد ملی ایران یا گواهینامه‌های بین‌المللی
- میزان مقاومت در برابر سرما، گرما، و فشار

بر اساس این معیارها، ایزوگام‌ها معمولاً به سه گروه A, B و C تقسیم می‌شوند.

### ایزوگام نوع A (پلیمری با قیر ۷۰/۶۰)
این نوع از ایزوگام با استفاده از قیر خالص ۷۰/۶۰ تولید می‌شود که یکی از بهترین انواع قیر پالایشگاهی است. این گروه از ایزوگام‌ها دارای انعطاف‌پذیری بالا، عمر مفید بیش از ۱۵ سال، مقاومت حرارتی بالا، و سازگاری با شرایط اقلیمی گوناگون هستند. ایزوگام نوع A اغلب با پلی‌استر سوزنی ضخیم تقویت می‌شود و با پوشش آلومینیومی برای تابش‌گیر بودن در پشت‌بام‌ها استفاده می‌شود.

### ایزوگام نوع B (نیمه‌پلیمری)
در این نوع ایزوگام‌ها از قیرهایی با کیفیت پایین‌تر یا مخلوطی از قیر پلیمری و دمیده استفاده می‌شود. این محصولات معمولاً استاندارد دارند اما کیفیت آن‌ها نسبت به نوع A پایین‌تر است. عمر مفید آن‌ها کمتر است (حدود ۷ تا ۱۰ سال) و مقاومت آن‌ها در شرایط محیطی شدید، ضعیف‌تر از نوع A است. در عین حال، قیمت پایین‌تر آن‌ها باعث شده برای پروژه‌های با بودجه محدود، گزینه‌ای اقتصادی باشند.

### ایزوگام نوع C (قیر دمیده)
در تولید این گروه از ایزوگام‌ها از قیر دمیده استفاده می‌شود که از پالایش نفت کوره و هوادهی مصنوعی به دست می‌آید. این نوع ایزوگام به دلیل شکنندگی در سرما و جاری شدن در گرما، مناسب مناطق معتدل و خشک است. عمر مفید آن کمتر از ۵ سال است و معمولاً فاقد استاندارد ملی می‌باشد. استفاده از این نوع ایزوگام‌ها در پروژه‌های دائمی یا در مناطق مرطوب توصیه نمی‌شود.

### مقایسه کلی انواع ایزوگام
| ویژگی          | نوع A           | نوع B       | نوع C     |
| -------------- | --------------- | ----------- | --------- |
| نوع قیر        | پلیمری ۷۰/۶۰    | مخلوط       | دمیده     |
| عمر مفید       | ۱۵ سال به بالا  | ۷–۱۰ سال    | زیر ۵ سال |
| مقاومت گرمایی  | بالا            | متوسط       | ضعیف      |
| انعطاف در سرما | زیاد            | متوسط       | کم        |
| مناسب برای     | مناطق سرد و گرم | مناطق معتدل | مناطق خشک |
| قیمت           | بالا            | متوسط       | پایین     |

### اهمیت انتخاب ایزوگام مناسب
انتخاب نادرست نوع ایزوگام ممکن است باعث بروز آسیب‌های جدی به ساختمان شود. برای مثال، استفاده از ایزوگام دمیده در مناطق مرطوب مانند شمال کشور، ممکن است منجر به نفوذ رطوبت، کپک‌زدگی، و افزایش هزینه‌های نگهداری شود. از سوی دیگر، ایزوگام پلیمری با اجرای صحیح می‌تواند تا ۲۰ سال کارایی خود را حفظ کند.